# 艾伦·布鲁姆

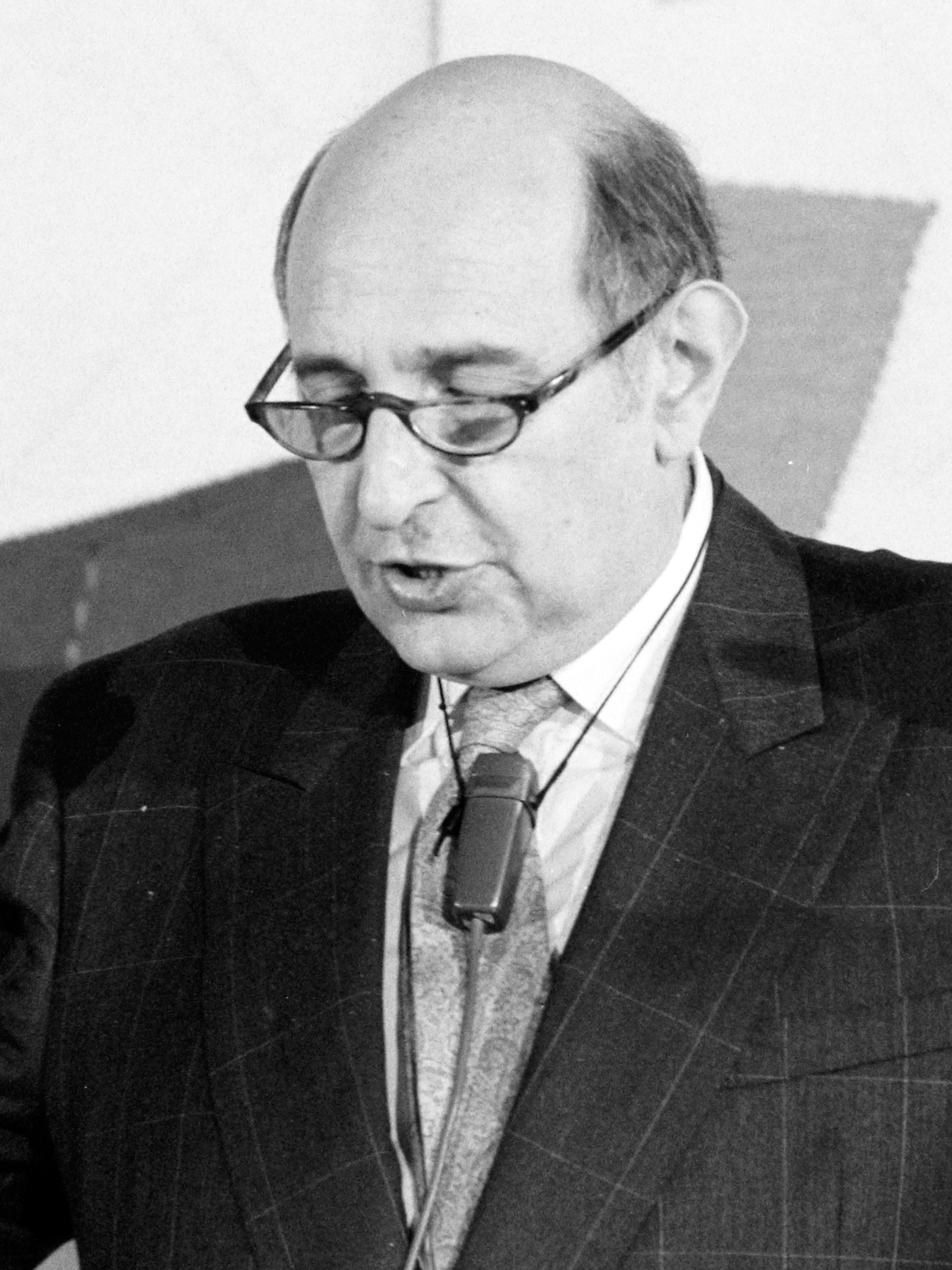

艾伦·布鲁姆（英語：Allan David Bloom，1930年9月14日—1992年10月7日）是一位美国政治哲学家、古典派著作家、学者。他曾师从列奥·施特劳斯、亞歷山大·科耶夫等人，被公认为施特劳斯学派第二代的掌门人。

## 早期生平与教育
1930年，艾伦·布鲁姆出生于印第安纳州的印第安纳波利斯，其父母是犹太社会工作者。布鲁姆还有一个姐姐，名为艾伦·露西尔。布鲁姆13岁时读了《读者文摘》的一篇有关芝加哥大学的文章后，告诉其父母他想进入芝加哥大学，但其父母并未理睬其要求。然而，1944年当他们搬到芝加哥，其父母遇到了一个心理医生和家人的朋友，这个朋友的儿子被作为人文项目的资优学生被芝加哥大学录取。 1946年，布卢姆以同样的程序被芝加哥大学录取，15岁的布鲁姆开启了其大学生活，在海德公园附近的芝加哥的大学渡过了10年的大学生涯。
在《巨人与侏儒》书的序言当中，他自述受到的教育“从弗洛伊德到柏拉图”。在他看来列奥·施特劳斯是真正让他迈向学术生涯的最重要的老师。
布鲁姆18岁于芝加哥获得其学士学位。本科毕业后他就读在社会思想委员会中，师从David Grene，并着手写他的论文。David Grene回忆布卢姆是一个充满活力和幽默的学生，完全致力于研究经典，没有明确固定的职业目标。芝加哥大学的社会思想委员会是一个独特的跨学科计划，吸引了一小部分学生，针对那些希望有严格的学术要求和缺乏明确的就业打算的学生。布鲁姆于1955年获得博士学位。随后他去巴黎师从有影响力的哲学家亞歷山大·科耶夫，在此期间他结识了许多其他哲学家如雷蒙·阿隆。

## 职业生平
布鲁姆1953-1955曾在巴黎高等师范学校学习工作。在1955年返回美国后，他在芝加哥大学同他的朋友Werner J. Dannhauser一同授课。1960至1963年布鲁姆任教于耶鲁大学，然后1970年又任教于康奈尔大学和多伦多大学，直到1979年，当他回到芝加哥大学。布鲁姆的学生中包括突出的新闻工作者、政府官员和政治学家法蘭西斯·福山、Robert Kraynak、Pierre Hassner、Clifford Orwin、Janet Ajzenstat，John Ibbitson和约翰·米利根-怀特等。
1963年，在康奈尔大学艾伦·布鲁姆作为一名教师参与到 Telluride Association当中，这个项目专注于智力的发展和自我治理。学生在康奈尔大学享受免费吃住并进行学生自治。布鲁姆的第一本书名为《莎士比亚的政治学》，内容主要关于莎士比亚的戏剧，是三篇文章的合集，同时也收入了哈利·雅法的一篇文章。他翻译和评论卢梭“致达朗贝尔在剧院，”认为这是与柏拉图的《理想国》的对话。 1968年，他出版了其最重要的翻译著作，即英译柏拉图的《理想国》。1978年在加拿大多伦多大学的政治学教授时，翻译卢梭的《爱弥儿》。除此之外，在他多年的教学中还有其他出版著作，受斯威夫特的《格列佛游记》启发写就《巨人与侏儒》；这是收集了若干杂文的文集，讨论诸多当代学者其中包括雷蒙·阿隆、亞歷山大·科耶夫、列奥·施特劳斯、约翰·罗尔斯。布鲁姆是学术期刊的《政治理论和政治哲学史》的一个贡献者和编辑，这本杂志的其他编辑还有约瑟夫·克罗波西和列奥·施特劳斯。
回到芝加哥后，布鲁姆结识索尔·贝娄并与之共同讲授课程。1987年贝娄为布鲁姆的新书《美国精神的封闭》撰写序言。贝娄后来在布鲁姆过世后撰写小说《拉維爾斯坦》暗示布鲁姆死于艾滋病。 不过，根据中國学者甘阳在《将错就错》里面的描述，布鲁姆并非死于愛滋病，根据医院的报告并不是死于愛滋病，而是一种不太出名的怪病。
布鲁姆的最后一本书，这是他在医院濒死之际决定死后出版，名为《爱和友爱》。

## 著作
- 《莎士比亚的政治学》(1981)
- 《美国精神的封闭》（1987）
- 《巨人与侏儒》（1990）
- 《爱与友爱》（1993）
- 《人应该如何生活——柏拉图<王制>释义》

## 外部連結
- Keith Botsford, "Obituary: Professor Allan Bloom", The Independent, October 12, 1992 （页面存档备份，存于）
- DePauw University News "Closing of the American Mind Author Allan Bloom Calls on DePauw Students to Seize Charmed Years'" （页面存档备份，存于）. Ubben Lecture Series: September 11, 1987, Greencastle, Indiana. Accessed May 16, 2007.
- Patner, Andrew. Chicago Sun-Times, "Allan Bloom, warts and all" April 16, 2000. Accessed May 16, 2007.
- West, Thomas G. The Claremont Institute, The Claremont Institute Blog Writings. "Allan Bloom and America". June 1, 2000. Accessed May 16, 2007.
- A review of Political Philosophy & the Human Soul: Essays in Memory of Allan Bloom[永久] by Michael Palmer and Thomas L. Pangle, in  Conference Journal.
- Bloom's Lectures on Socrates, Aristotle, Machiavelli and Nietzsche at Boston University (1983) （页面存档备份，存于）
- Allan Bloom in philosophical discussion （页面存档备份，存于）